# サンティアゴ・デ・コンポステーラ大聖堂
サンティアゴ・デ・コンポステーラ大聖堂 (スペイン語: Catedral de Santiago de Compostela)は、スペイン・ガリシア州ア・コルーニャ県サンティアゴ・デ・コンポステーラにある大聖堂。「ヨーロッパ三大聖地」の一つで、サンティアゴ・デ・コンポステーラの巡礼路の終着点に位置する。

## 来歴
9世紀頃、エルサレムで殉教した聖ヤコブの遺骸が埋葬されたという伝説が誕生した。1075年にアルフォンソ6世の治世の下、大司教ディエゴ・ペラエスの指示で、「尊敬すべき親方」大ベルナルドとロベルトが建築を開始した。1100年にディエゴ・ヘルミレスによって親方エステバンに委託された。また大司教ヘルミレスは12世紀初頭、ヤコブの聖遺物の一部をピストイアに送ることを了承した。1168年には彫刻家マテオに西側の封鎖と主身廊の聖歌隊席を含め、完成させるよう委託された。マテオは聖堂正面「栄光の門」やスペインバロック様式の主祭壇を作り上げた。1211年、大聖堂はアルフォンソ9世に奉献された。その後基礎的な構造は守られつつも建築は続き、その後数世紀のルネサンスからバロックが流行した時期に、回廊の増設や併合が行われた。その間に主祭壇やオルガン、オブラドイロ門などが増築された。新古典主義の時代にはアサバチェリア門が増築された。